# توسه (خواننده)
توسه (به انگلیسی: Tusse) با نام کامل توسین مایکل چیزا (به انگلیسی: Tousin Michael Chiza)(زاده ۱ ژانویه ۲۰۰۲) خواننده سوئدی است.
او نماینده سوئد در یوروویژن ۲۰۲۱ است.